# Балада о војнику (филм)
Балада о војнику (рус. Баллада о солдате) је совјетски дугометражни филм из 1959. године у режији Григорија Чухраја, са Владимиром Ивашовим и Жаном Прохоренко у главним улогама. Продуцентска кућа филма је Мосфилм. Освојио је неколико угледних међународних награда, укључујући Специјалну награду на филмском фестивалу у Кану (1960), БАФТА награду за најбољи филм (1962) и номинацију за Оскар за најбољи оригинални сценарио (1962). Сценаристи филма Григориј Чухрај и Валентин Ежов за овај филм су добили Лењинову награду 1961. године.

## Радња
Радња филма је смјештена у Други свјетски рат, 1942. године и прати младог руског војника Алексеја Николајевича Скворсова (Владимир Ивашов), на наградном одсуству, на путу од прве линије фронта до родне куће. Као награду за уништавање три њемачка тенка, деветнаестогодишњи Алексеј, на свој захтјев, као награду од генерала добија 6 дана одсуства са фронта да би отишао кући да се поздрави са мајком и да поправи кров на кући. На путовању до куће, возом, он упознаје неколико људи и заљубљује се у случајну сапутницу Шуру (Жана Прохоренко).
Балада о војнику није примарно ратни филм, него у контекст рата смјешта различите љубавне приче: романтичну љубав младог пара, вјерност и невјерство супружника и родитељску љубав.